# Samuel Gustafson
Samuel Gustafson, född 11 januari 1995 i Stensjöns församling i Mölndal, är en svensk fotbollsspelare (mittfältare) som spelar för Urawa Red Diamonds. Hans tvillingbror, Simon och yngre bror Elias Gustafson, är också fotbollsspelare.

## Klubbkarriär

### Fässbergs IF
Gustafssons moderklubb är Fässbergs IF. Han var med i klubbens P18-lag som vann Gothia Cup 2012.

### BK Häcken
Gustafsson lämnade, tillsammans med sin tvillingbror Simon, inför säsongen 2013 klubben för BK Häcken. Han debuterade den 23 juni 2013 i en bortavinst mot Halmstads BK när han i den 77:e minuten byttes in mot René Makondele och tre minuter senare även gjorde sitt första mål vilket säkrade slutresultatet 0–2. I februari 2015 förlängde han sitt kontrakt med BK Häcken fram över säsongen 2016. I mars 2016 förlängdes kontraktet över säsongen 2017.
Gustafson var även en viktig del av BK Häckens cupframgång 2016, där Hisingslaget kom hela vägen till final och vann ett historiskt cupguld.

### Italien
I augusti 2016 värvades Gustafson av italienska Serie A-laget Torino. Den 29 november 2016 fick Gustafson debutera för klubben i en 4–0-seger över Pisa i Coppa Italia, där han byttes in mot Joel Obi i den 15:e minuten. I januari 2018 lånades Gustafson ut till italienska Serie B-laget Perugia.
Den 7 juli 2018 lånades Gustafson ut till Serie B-klubben Hellas Verona. Den 2 september 2019 värvades Gustafson av Serie B-klubben Cremonese.

### Återkomst i BK Häcken
Den 9 juli 2021 blev Gustafson klar för en återkomst i BK Häcken, där han skrev på ett treårskontrakt. Skadebekymmer gjorde att Gustafson endast gjorde två startmatcher samt två inhopp under hösten 2021. Under säsongen 2022 spelade han 28 matcher från start och gjorde ett mål samt fem assist då BK Häcken vann sitt första SM-guld.

## Landslagskarriär
Den 8 november 2022 blev Gustafson för första gången uttagen i Sveriges A-landslag till två vänskapsmatcher mot Mexiko och Algeriet.

## Meriter
BK Häcken
- Svensk mästare: 2022
- Svensk cupvinnare: 2016, 2022/23